# Академическая гребля на летних Олимпийских играх 1900
Соревнования по академической гребле на летних Олимпийских играх 1900 прошли 25 и 26 августа на реке Сене. В них участвовало 108 спортсменов (из них несколько рулевых) из 8 стран. Они соревновались в четырёх дисциплинах.

## Медали

### Общий медальный зачёт
(Жирным выделено самое большое количество медалей в своей категории; принимающая страна также выделена)
| Общее количество медалей |                   |        |         |        |       |
| Место                    | Страна            | Золото | Серебро | Бронза | Всего |
| 1                        | Франция           | 2      | 3       | 1      | 6     |
| 2                        | Германия          | 1      | 0       | 2      | 3     |
| 3                        | США               | 1      | 0       | 0      | 1     |
| 3                        | Смешанная команда | 1      | 0       | 0      | 1     |
| 5                        | Нидерланды        | 0      | 1       | 1      | 2     |
| 6                        | Бельгия           | 0      | 1       | 0      | 1     |
| 7                        | Великобритания    | 0      | 0       | 1      | 1     |

### Медалисты
| Дисциплина          | Золото | Серебро | Бронза |
| Одиночки            | Анри Барле Франция | Андре Годен Франция | Сент-Джордж Эш Великобритания |
| Двойки с рулевыми   | Смешанная команда Франсуа Брандт (NED) Рулоф Клейн (NED) Германус Брокман (NED) неизвестный рулевой (FRA)                            | Франция Луи Мартине · Рене Валефф · неизвестный рулевой | Франция Карлос Дельтур · Антуан Ведренн · Рауль Паоли |
| Четвёрки с рулевыми | Франция Анри Азбрук · Анри Букер · Эмиль Дельшамбр · Жан Ко · Шарло                                                                  | Франция Эмиль Вегелен · Жорж Люмп · Шарль Перрен · Даниэль Субейран · неизвестный рулевой                                                                                   | Германия Вильгельм Карстенс · Юлиус Кёрнер · Адольф Мёллер · Хуго Рюстер · Густав Мотс                                                                                       |
| Четвёрки с рулевыми | Германия Густав Госслер · Оскар Госслер · Вальтер Катценштайн · Вальдемар Титгенс · Карл Госслер                                     | Нидерланды Герхард Лотси · Пауль Лотси · Йоханнес Тервогт · Конрад Хибендааль · Германус Брокман                                                                            | Германия Герман Вилькер · Карл Леле · Эрнст Фелле · Отто Фиккайзен · Франц Крёверат                                                                                          |
| Восьмёрки           | США Джон Гайгер · Гарри ДеБекке · Джеймс Джувенал · Уильям Карр · Роско Локвуд · Эдвард Марш · Эдвин Хидли · Джон Эксли · Луис Абель | Бельгия Жюль де Бишо · Проспер Бруггеман · Морис Верднок · Оскар де Кок · Марсель ван Кромбрюгге · Франк Одберг · Оскар де Сомвиль · Морис Хемельсот · Альфред ван Ландегем | Нидерланды Франсуа Брандт · Йоханнес ван Дейк · Рулоф Клейн · Руурд Леегстра · Вальтер Миддельберг · Хендрик Офферхаус · Вальтер Тейссен · Хенрикус Тромп · Германус Брокман |

## Страны
В соревнованиях по академической гребле участвовало 108 спортсменов (включая рулевых) из 8 стран.

В скобках указано количество спортсменов
- Бельгия (11)
- Великобритания (1)
- Германия (21)
- Испания (5)
- Италия (1)
- Нидерланды (13)
- США (1896)(9)
- Франция (47)